# Sawino (rejon diemidowski)
Sawino (ros. Савино) – wieś (ros. деревня, trb. dieriewnia) w zachodniej Rosji, w osiedlu wiejskim Titowszczinskoje rejonu diemidowskiego w obwodzie smoleńskim.

## Geografia
Miejscowość położona jest nad Gobzą, 2 km od drogi regionalnej 66N-0509 (Diemidow – Jeśkowo – Szapy – Borisienki), 25,5 km od centrum administracyjnego osiedla wiejskiego (Titowszczina), 23 km od centrum administracyjnego rejonu (Diemidow), 63 km od stolicy obwodu (Smoleńsk), 57 km od granicy z Białorusią.
W granicach miejscowości znajduje się ulica Lipowaja (7 posesji).

## Demografia
W 2010 r. miejscowość zamieszkiwała 1 osoba.

## Historia
W czasie II wojny światowej od lipca 1941 roku wieś była okupowana przez hitlerowców. Wyzwolenie nastąpiło we wrześniu 1943 roku.
Na mocy uchwały z dnia 28 maja 2015 roku wszystkie miejscowości (w tym Sawino) zlikwidowanej jednostki administracyjnej Szapowskoje weszły w skład osiedla wiejskiego Titowszczinskoje.